# Whytockia tsiangiana
Whytockia tsiangiana là một loài thực vật có hoa trong họ Tai voi. Loài này được (Hand.-Mazz.) A. Weber miêu tả khoa học đầu tiên năm 1982.